# Иванисов, Роман Валерьевич
Роман Валерьевич Иванисов (укр. Роман Валерійович Іванісов; род. 2 ноября 1978, Бердянск, Запорожская область) — украинский юрист, предприниматель. Народный депутат Украины IX созыва от партии «Слуга народа». 21 марта 1996 года был осуждён Пологовским райсудом Запорожской области за групповое изнасилование в извращённой форме. После обнародования данного факта в ноябре 2019 года Иванисов приостановил своё членство во фракции «Слуга народа» на время проверки информации о судимости. Позднее, 2 декабря 2019 года, был официально исключён из фракции.

## Биография

### Образование
В 1995 году окончил СШ I—III ст. № 2 г. Бердянска. Сообщалось, что в 2000 году окончил Бердянский университет менеджмента и бизнеса, факультет управления, отделение «Правоведение», квалификация «Юрист-специалист» (диплом с отличием). Также в ряде источников указывалось, что Иванисов учился на отделении «правоведение» факультета управления Запорожского государственного университета. В конце ноября 2019 года украинские СМИ сделали запросы в оба вуза. Выяснилось, что Иванисов не обучался и не получал дипломов в данных учебных заведениях.

### Судимость за изнасилование
В 1994 году, 17-летний Иванисов с тремя ровесниками ночью ограбил и угнал автомобиль ЗАЗ-968 в пгт Куйбышево Запорожской области. Группа злоумышленников затолкала в автомобиль несовершеннолетнюю девушку по фамилии Онищенко. Они вывезли её в поле, где по очереди изнасиловали. Как следует из материалов уголовного дела, насилие осуществлялось «неестественным способом». После этого компания оставила девушку в поле и скрылась на автомобиле.
14 сентября 1995 года Иванисов был задержан Куйбышевским районным отделом милиции Запорожской области. Ему были предъявлены обвинения по статьям 117, часть 3 (изнасилование несовершеннолетней) и 118, часть 2 (изнасилование несовершеннолетней неестественным образом) Уголовного кодекса Украины. 22 сентября его отправили в СИЗО, но выпустили через три дня, после чего Иванисов повторно был задержан милицией.
21 марта 1996 года Пологовский районный суд Запорожской области вынес решение в отношении Романа Иванисова. Он был признан виновным по двум статьям:
- Статьи 17 и 117, часть 3 УК Украины (1960 года) — покушение на изнасилование, совершённое группой лиц;
- Статья 118, часть 2 УК Украины (1960 года) — удовлетворение половой страсти неестественным способом с применением физического насилия, совершённое группой лиц[13][14][15].

Иванисов был приговорён к 3 годам 6 месяцам лишения свободы. Впоследствии областной суд снизил наказание на один год. Отбывал наказание в Мариупольской колонии. Был помилован указом президента Кучмы № 1134/96 от 29 ноября 1996 года. Оставшаяся часть наказания была заменена Иванисову на условный срок.

### Карьера
С 2001 по 2015 год — физическое лицо-предприниматель.
С 2005 по 2015 год — генеральный директор и учредитель ООО «Укр Нафта Пром — Альянс».
2006 — соучредитель дочернего предприятия «Аква-Волынь».
2016 — соучредитель ООО «Санрайз медикал».
Апрель 2016 — июнь 2017 — руководитель ООО «Костопильтеплоагроинвест». По данным СМИ, ссылающихся на сайт YouControl, Роман Иванисов продолжает оставаться владельцем данной компании. Сфера её деятельности — «производство продуктов нефтепереработки и торговли жидким, твёрдым, газообразным топливом и подобными продуктами». Кроме того, Иванисов руководит компанией «Торговый дом ЮТЕКС» (сфера деятельности: «производство подъёмного и погрузочного-разгрузочного оборудования, деятельность посредников, специализирующихся в торговле другими товарами, и оптовая торговля сельскохозяйственными машинами и оборудованием»).
Роман Иванисов работает в должности главного юриста в ООО «Проф Дез Контроль Плюс».

### Политическая деятельность
С 2010 по 2015 год был депутатом Ровенского областного совета VI созыва от ВО «Батькивщина». В 2015 году баллотировался в облсовет по 63 округу (город Ровно) от Блока Петра Порошенко «Солидарность».
В 2014 году принимал активное участие в смене власти в стране. Был заместителем коменданта Майдана в Киеве.
Помощник-консультант народного депутата Виталия Чугунникова. С 2015 по 2016 год — советник председателя Ровенской облгосадминистрации.
Кандидат в народные депутаты от партии «Слуга народа» на парламентских выборах 2019 года (избирательный округ № 153, город Острог, часть города Ровно, Гощанский, Корецкий, Острожский, Ровненский районы). На время выборов: главный юрист ООО «Проф Дез Контроль Плюс», проживает в Киеве. Беспартийный.
Член Комитета Верховной рады по вопросам антикоррупционной политики, председатель подкомитета по вопросам антикоррупционной политики в экономической сфере.
В ноябре 2019 года, после обнародования информации о судимости за изнасилование, Роман Иванисов приостановил своё членство во фракции «Слуга народа» на время проверки данной информации. 25 ноября президент Украины Владимир Зеленский заявил, что Иванисов исключён из партии «Слуга народа». В ходе пленарного заседания Верховной рады 3 декабря 2019 года председатель украинского парламента Дмитрий Разумков сообщил, что 2 декабря фракция «Слуга народа» исключила Романа Иванисова из своих рядов. Позднее Дмитрий Разумков рассказал журналистам, что несмотря на исключение из фракции, Иванисов останется депутатом Верховной рады, поскольку законодательство Украины не позволяет лишить его мандата.

## Личная жизнь
Женат, имеет двух сыновей.